# Estadio Rommel Fernández
El Estadio Rommel Fernández Gutiérrez situado en Ciudad de Panamá, es un estadio usado para distintas disciplinas deportivas, y principalmente para la realización de juegos de fútbol. Fue inaugurado el 6 de febrero de 1970, diseñado para albergar los XI Juegos Centroamericanos y del Caribe 1970. A través de nuevas reformas. La capacidad del estadio no está definida aún, pero el estimado es de 23 mil., siendo el mayor estadio de fútbol de Panamá, forma parte de la Ciudad Deportiva Irving Saladino.
El nombre original del estadio fue Estadio Revolución, pero en 1993 cambió su nombre a Estadio Rommel Fernández en honor a este jugador de fútbol panameño que falleció en un accidente de tráfico en la ciudad española de Albacete, el 6 de mayo de 1993. Considerado como casa de la Selección Nacional de Fútbol y de la Selección Femenina de Fútbol, el estadio alberga los partidos oficiales, así como la final de la Liga Panameña de Fútbol (LPF).
Su primera remodelación se dio a finales de la década del 2000, bajo la dirección de la Universidad Tecnológica de Panamá en donde el estadio cambió su forma y fachada completamente, y donde fueron instaladas butacas en todo el estadio (lo que dio su nueva capacidad no oficial de 32,000 espectadores), una nueva pantalla gigante, una nueva pista de atletismo, y fue totalmente acondicionado con modernos equipos. El estadio fue reinaugurado con motivo de los IX Juegos Deportivos Centroamericanos de 2010, celebrados en Panamá y El Salvador.
Su segunda remodelación se dio en un lapso de 9 meses entre finales de septiembre de 2023 y el primero de junio de 2024, la remodelación la llevó a cabo el consorcio RB Rommel contratado por el gobierno panameño, en esta remodelación se volvió a cambiar la fachada completa del estadio por completo, se actualizaron los sistemas pluviales y de luces, se reconstruyeron los vestuarios tanto para nivel de selecciones como para nivel de clubes, se instaló una nueva pantalla gigante que es más grande que la anterior, se añadió un sistema de luces nuevo, se reconstruyó el pasillo de salida de jugadores y los pasillos para los aficionados, se mejoró el área de comidas, en la parte exterior se creó una plaza frente al estadio para los aficionados, se mejoraron los banquillos de los equipos ahora siendo fijos en su lugar, en todo el estadio se instalaron butacas numeradas para la comodidad de los aficionados, se retiró la cerca de protección que cubría todo el estadio, se renovó la pista de atletismo y el cambio más relevante entre los anteriores es que se cambió la superficie de la cancha a híbrida. Su capacidad fue reducida a un aproximado de 23.000 aficionados. 
Todo el estadio se renovó por completo y su reinauguracion fue prevista para el 1 de Junio en la final de la Liga panameña de fútbol (LPF) torneo apertura 2024. Su primer uso luego de la remodelación a nivel de selecciones fue prevista para el 6 de Junio en el partido de Eliminatorias para la Copa Mundial de Fútbol de 2026 en el partido de Panamávs Guyana. 

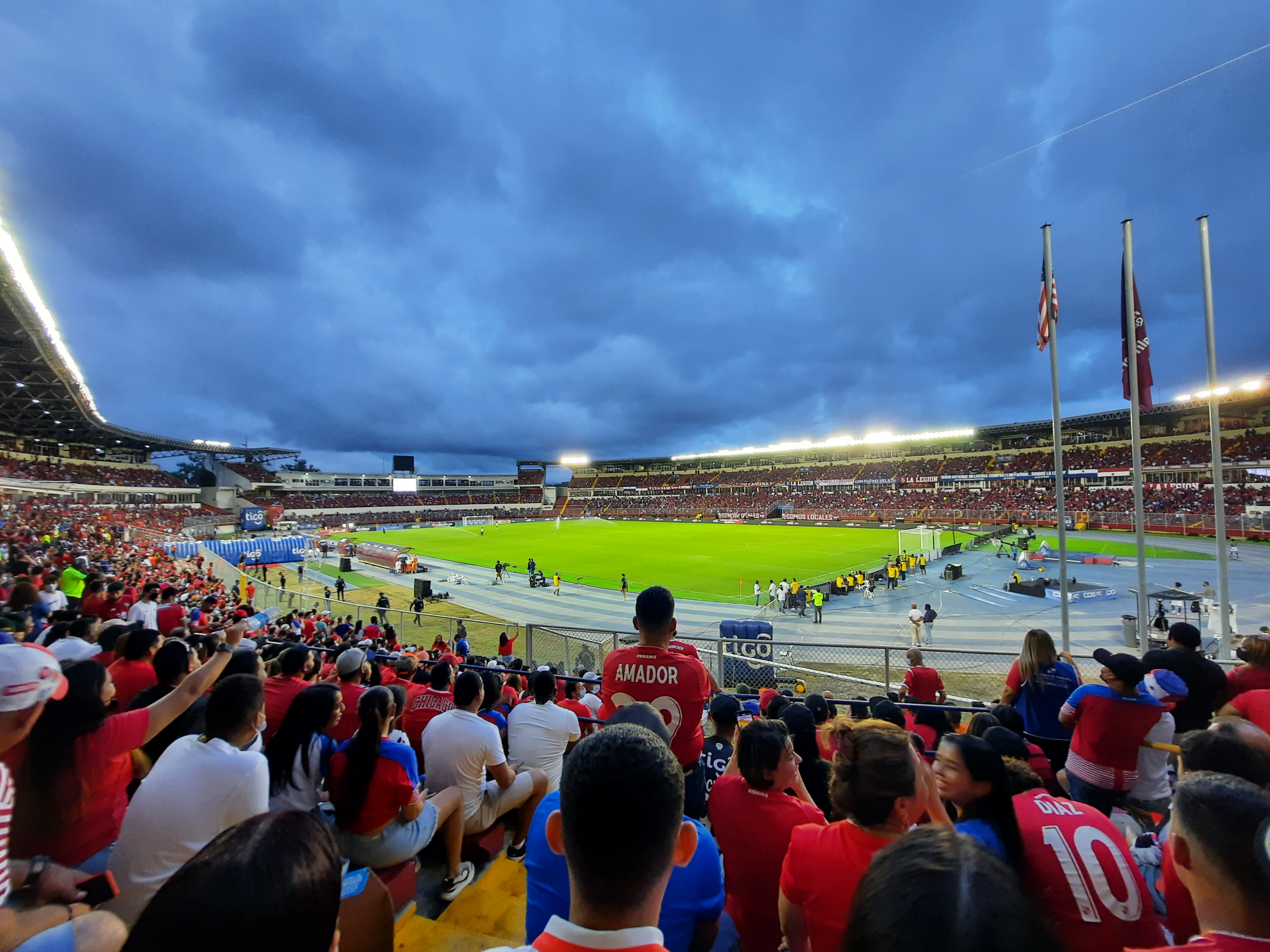
Estadio Rommel Fernández al atardecer (2021).

## Historia

### Construcción

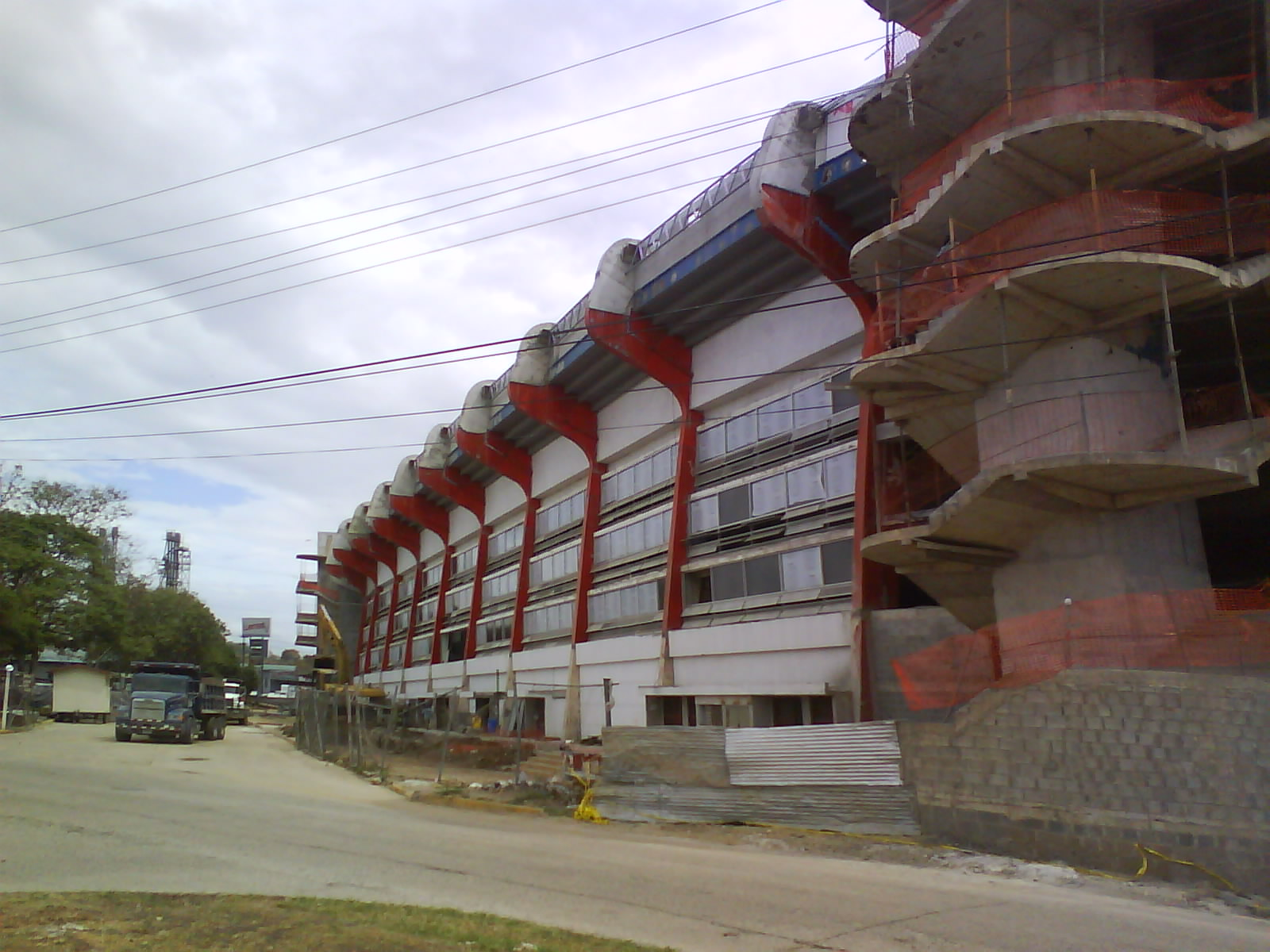
Estadio en remodelación.

El Estadio Rommel Fernández fue construido para los Juegos Centroamericanos y del Caribe de 1970 en Panamá, junto a dos instalaciones deportivas consideradas entonces las insignias del deporte panameño: el Gimnasio Nuevo Panamá (hoy, Roberto ‘Mano de Piedra’ Durán), y la Piscina Patria (hoy, Eileen Coparropa). La inauguración oficial de este complejo deportivo, fue el 6 de febrero de 1970.
La idea de la construcción nace debido a que se decide hacer los XI Juegos Centroamericanos y del Caribe en Panamá en 1970, con el dinero de diversos préstamos, por el entonces Jefe de Gobierno de Panamá Omar Torrijos Herrera, se construyó el Estadio Revolución (nombre del estadio hasta 1993).

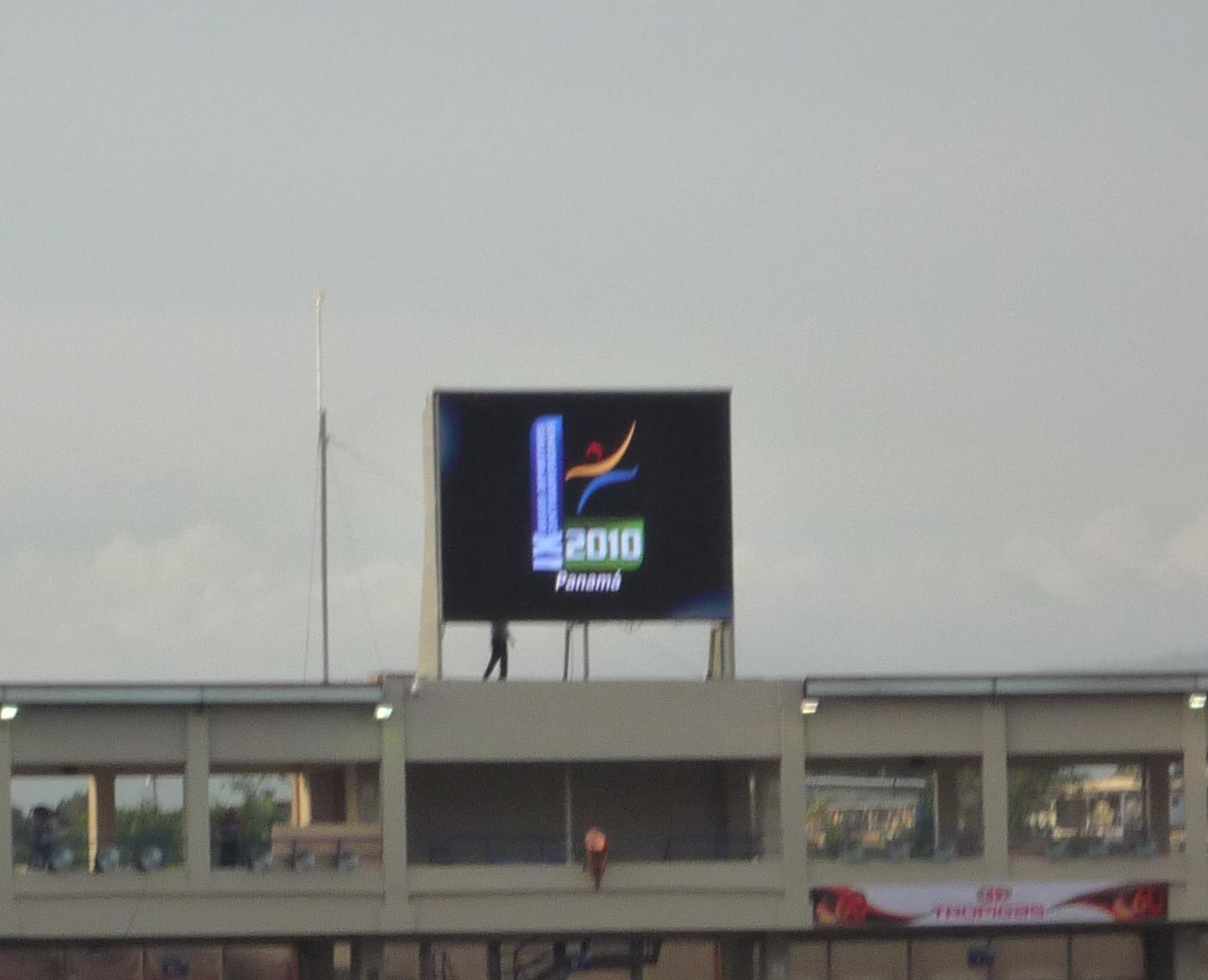
Pantalla gigante, con el logo de los Juegos Deportivos Centroamericanos 2010.

Con esta información, se pudo realizar una evaluación estructural muy exacta, y se desarrollaron planos para la rehabilitación del Estadio.

### Cambios
En la antigua estructura solo la gradería principal estaba techada con una losa ligera de hormigón armado, con voladizos importantes de 18m de largo. En el proyecto de reconstrucción, se realizaron pruebas de laboratorio, con el fin de determinar la resistencia a compresión del hormigón, medición de potenciales de corrosión y mediciones químicas del pH y el contenido de cloruros. También se revisaron todas las medidas de las vigas, columnas y losas del estadio.
Con una inversión de más de 25 millones de dólares, avanzaron los trabajos de remodelación del Estadio Rommel Fernández. Con la construcción de 126 nuevos palcos y 15 000 butacas, la capacidad del estadio fue aumentada a 32 000 espectadores. El Rommel Fernández tiene nuevos vestidores con salas de masaje, cabinas para radio y televisión, área para locales comerciales y restaurantes, área de entrenamiento, un nuevo sistema de iluminación y un tablero electrónico, la remodelación inicio en el 2006 y finalizó en el 2010.
Los planos del diseño estructural de la Ciudad Deportiva fueron confeccionados por la Universidad Tecnológica de Panamá, con el apoyo del Instituto Panameño de Deportes y el Gobierno Nacional.
Fue reinaugurado el 9 de abril de 2010, en la inauguración de los IX Juegos Deportivos Centroamericanos, después de 4 años de trabajos.

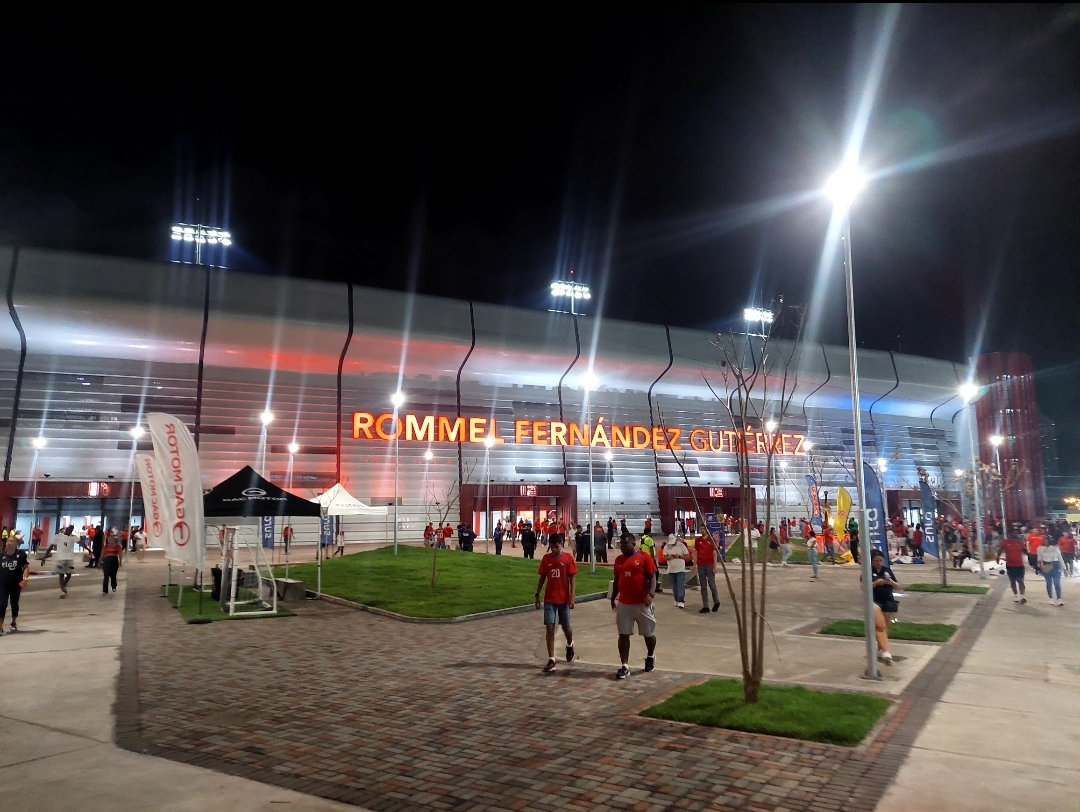
Vista exterior nocturna del estadio.

## Nombre

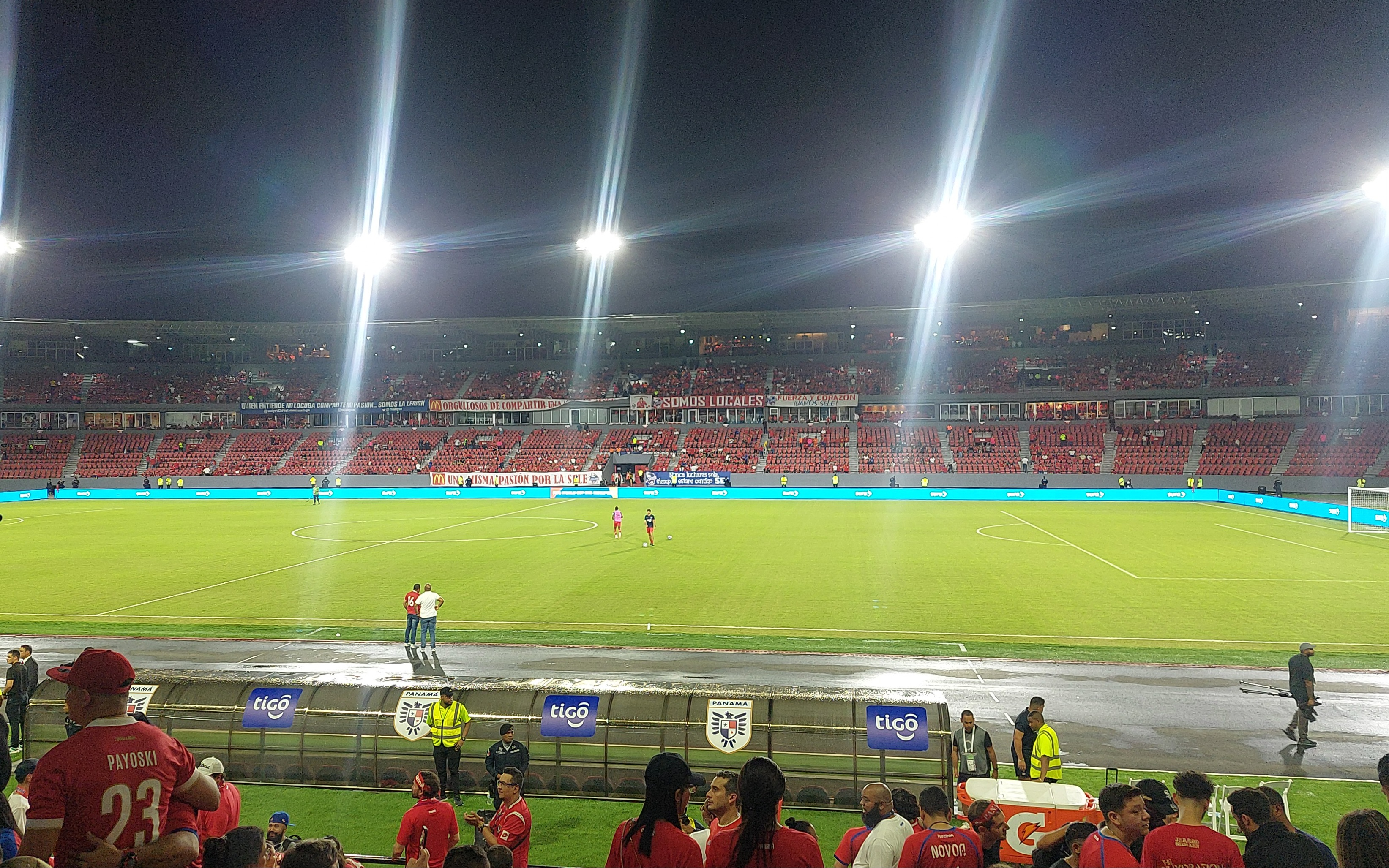

El nombre del estadio fue cambiado debido a la muerte del futbolista Rommel Fernández Gutiérrez en 1993, considerado el mejor deportista panameño en ese momento. La Federación de Fútbol decidió cambiar el nombre del coliseo de mayor importancia futbolística en Panamá, en ese entonces Estadio Revolución, para nombrarlo Estadio Rommel Fernández, como se mantiene en la actualidad.
Nació el 15 de enero de 1966 en el popular barrio de El Chorrillo, en la ciudad de Panamá, jugó a la edad de 4 años en uno de los clubes más populares y reconocidos de Panamá, el Club Deportivo Plaza Amador. A la edad de 15 años jugaba en el Atlético Panamá, aunque posteriormente fue traspasado al Alianza Fútbol Club. Murió trágicamente en un accidente automovilístico estrellándose contra un árbol en Tinajeros, Albacete, para entonces, había convertido 7 goles en 18 partidos con el Albacete habiéndose ganado a la afición manchega. Hasta el día de hoy es muy recordado y querido en Tenerife, Albacete y Valencia.

## Instalaciones

### Pista de atletismo

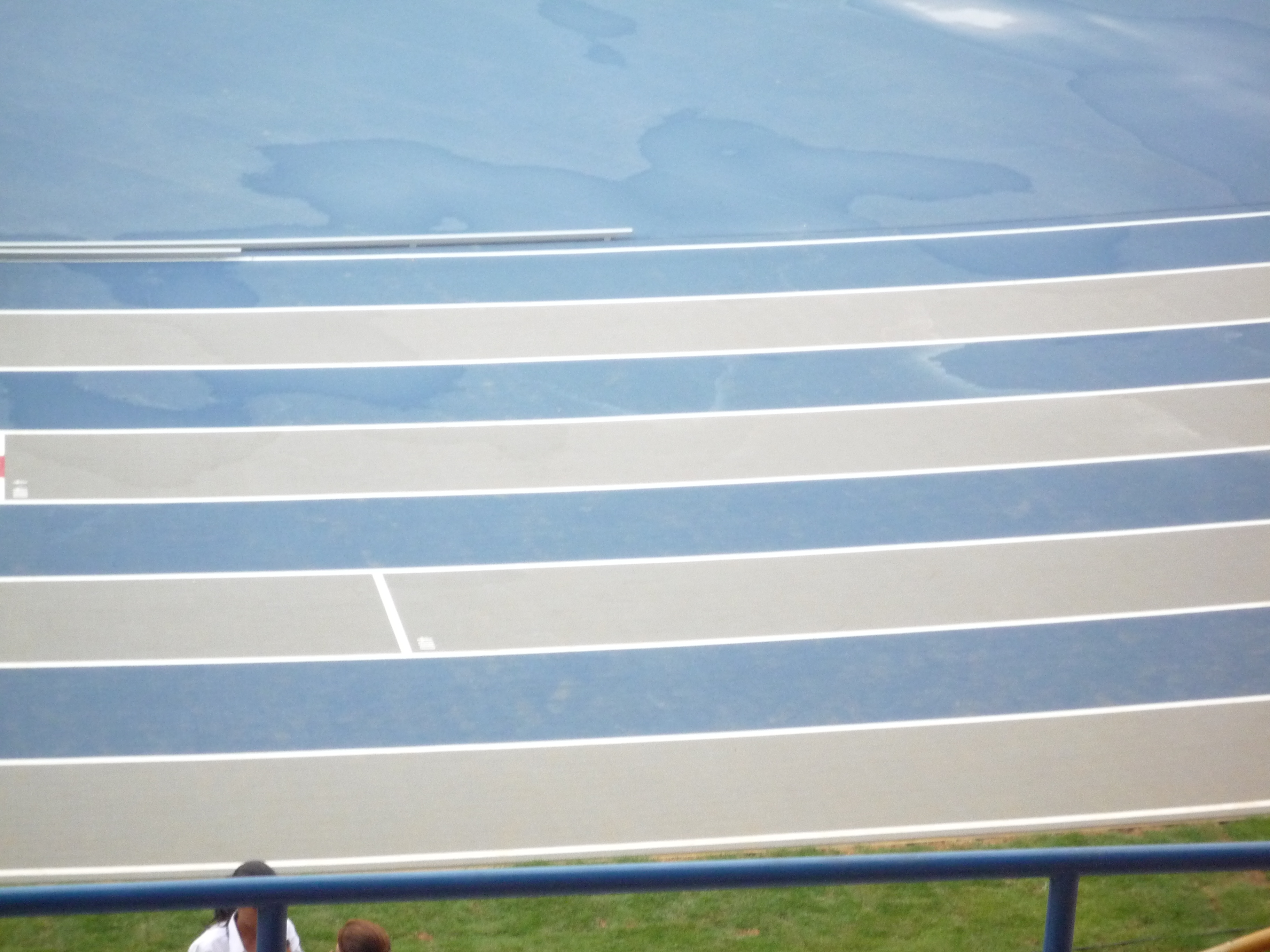
pista de atletismo.

La pista del estadio Rommel Fernández está hecha con la última tecnología por la firma italiana Mondo, que fue la fabricante de la recordada pista azul del Estadio Olímpico de Berlín, Mondo es la marca que está fabricando las pistas más modernas en todo el mundo.
El material bicolor en azul y gris, de nombre Super X Performance, es un producto de avanzada de caucho natural, totalmente biodegradable, que cumple con las normas de conservación del medio ambiente.
La pista de ocho carriles está valorada en aproximadamente un millón y medio de dólares y tiene las medidas oficiales certificadas por la Federación Internacional de Atletismo (IAAF por sus siglas en inglés) para eventos internacionales de nivel 2.

### Césped

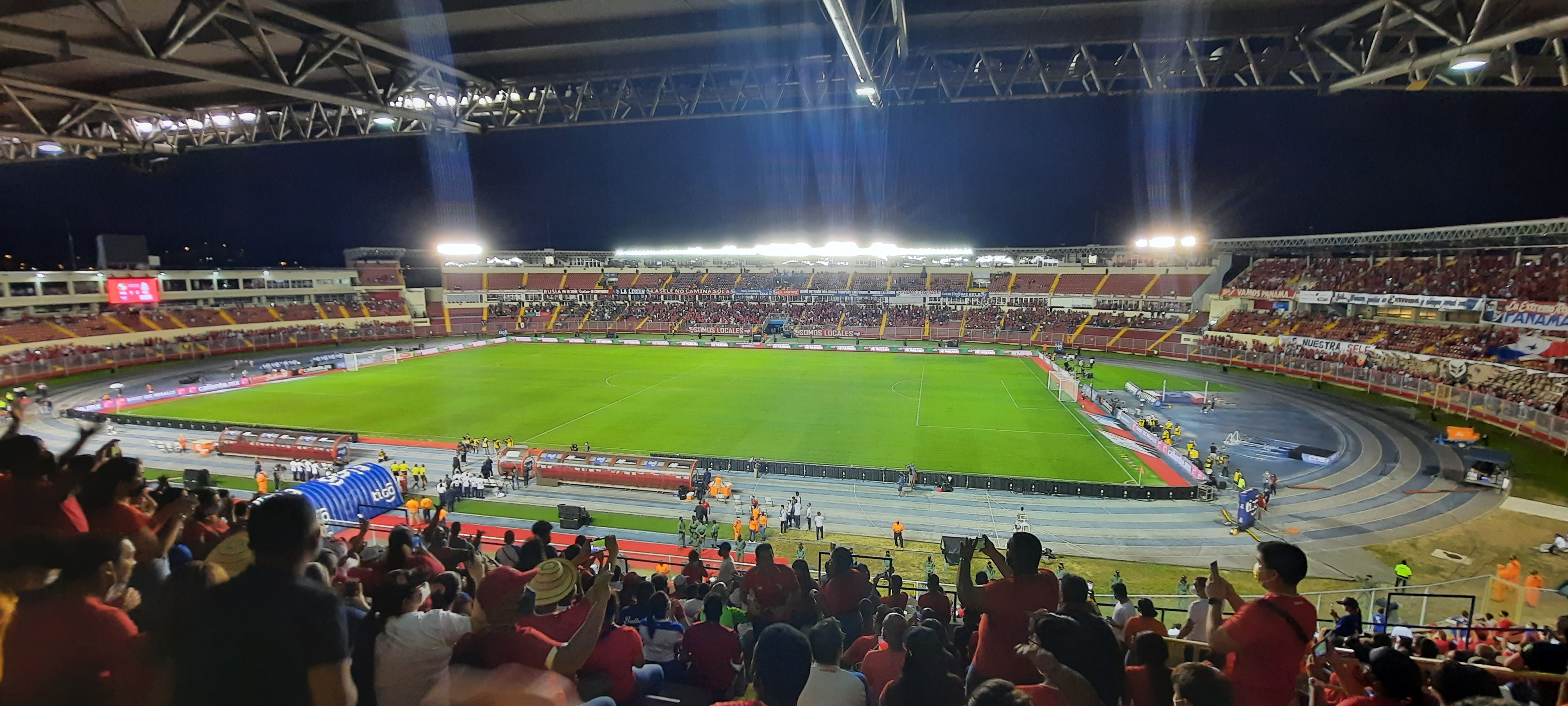
Estadio Rommel Fernández 2021.

La grama del 'Coloso de Juan Díaz' es híbrida, la cual consta con un reforzamiento de 4% de material sintético y el 96% de césped natural. El porcentaje sintético busca una mayor tracción y agarre en la raíz del terreno, mejor tolerancia al desgaste, mayor poder de recuperación y resistencia al clima del país.

### Características
El mismo cuenta con 170 baños públicos (entre damas y caballeros), 30 puestos de comida, 2 restaurantes (área de la terraza), vestuarios y dormitorios para jugadores y árbitros, área de detención de la Policía Nacional, área de atención médica, 3 plantas eléctricas, 68 palcos, 4 ascensores, 1 pantalla gigante, 250 lámparas, 2 pista de calentamiento, 5 áreas para discapacitados, 1 cuarto de sonido, 100 cámaras de vigilancia, 40 extintores, 50 fuentes de agua, 1,000 detectores de humo, entre otros.

## Ubicación
Ubicado al este del centro de Ciudad de Panamá, frente a la Avenida José Agustín Arango, entre la calle 119 este y 121 este. Corresponde al corregimiento de Juan Díaz. Al este, colinda con Hipódromo Presidente Remón, el hipódromo más importante del país. El estadio es parte de la Ciudad Deportiva Irving Saladino.
Sus coordenadas son: 9°02′09″N 79°28′10″O

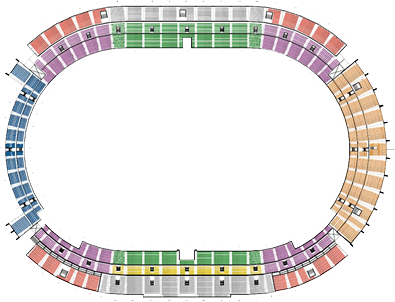
Secciones del Estadio Rommel Fernández.

| Localidad             | Color         | * |
| --------------------- | ------------- | - |
| VIP                   | Amarillo      |   |
| Preferencial          | Verde         |   |
| Córner                | Azul y Morado |   |
| Preferencial Superior | Gris          |   |
| Córner Superior       | Rojo          |   |
| General               | Naranja       |   |

## Escenario de importantes eventos deportivos

### Juegos Centroamericanos y del Caribe
Panamá se convirtió en la segunda ciudad que organizaba los Juegos Centroamericanos y del Caribe por segunda vez en la historia, después de haber sido anfitriona en IV Juegos Centroamericanos y del Caribe en 1938.
- 28 de febrero al 14 de marzo de 1970. Se dieron oficialmente los XI Juegos Centroamericanos y del Caribe 1970, en el recién construido Estadio Revolución. Y en el mismo por primera vez hubo más de 2000 deportistas. 2.095 en total, de 21 países que compitieron en 15 deportes.

### Juegos Bolivarianos
- 17 de febrero al 31 de marzo de 1973. Después de la buena realización de los Juegos Centroamericanos y del Caribe, Panamá gana la sede de los Juegos Bolivarianos de 1973, en el cual se utilizaron las mismas infraestructuras construidas hace 3 años, entre ellas el estadio Revolución.[15]

### Juegos Deportivos Centroamericanos

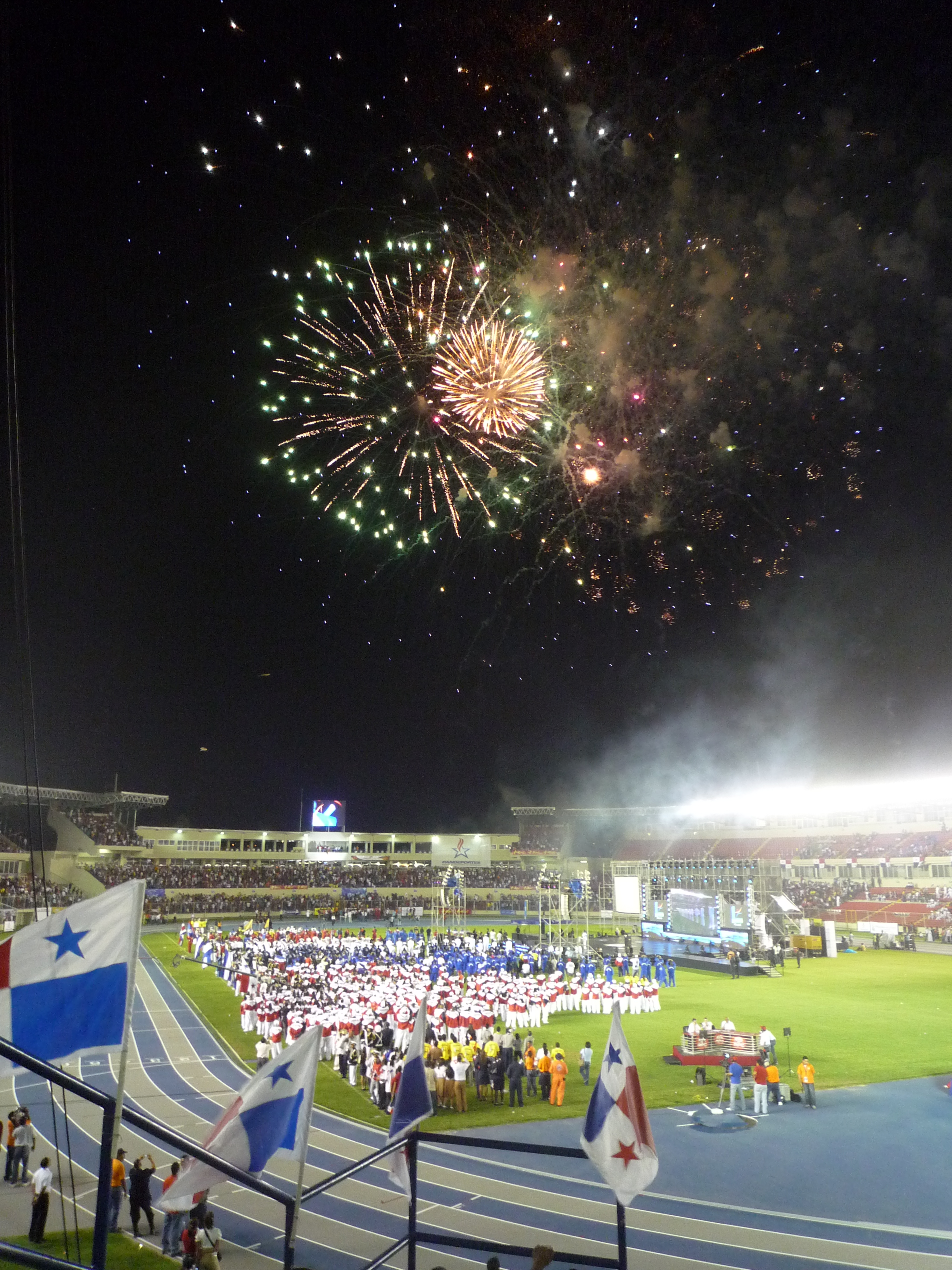
Inauguración de IX Juegos Deportivos Centroamericanos 2010 y reinauguración del estadio.

- 9 de abril al 19 de abril de 2010. Este estadio fue sede de los IX Juegos Deportivos Centroamericanos 2010, el mismo no era sede de un certamen regional de esta magnitud desde hace casi 40 años. En el mismo se desarrolló deportes de atletismo.

### Copa Centroamericana
Panamá fue sede de la Copa del Centenario, como se le llamó a la VII edición de la Copa de Naciones de la UNCAF del 2003 por el centésimo aniversario de la independencia panameña.
Esta torneo se jugó bajo el sistema "todos contra todos":
- 9 de febrero a 23 de febrero de 2003.[16]

La Unión Centroamericana de Fútbol (UNCAF) realizó el 29 de enero de 2010 en Guatemala su reunión de trabajo con las asociaciones miembro y confirmó a Panamá, por ende el estadio Rommel Fernández como sede de la Copa Centroamericana 2011, antes Copa de Naciones, a celebrarse en la segunda semana de enero de 2011.
- 14 de enero a 23 de enero de 2011.

### Partidos de homenaje
- 30 de mayo de 2004. Partido homenaje a Julio César Dely Valdés en que se enfrentó la Selección de fútbol de Panamá con un combinado de jugadores que compartieron vestuario con Dely en clubes extranjeros, dirigidos por el técnico uruguayo Óscar Washington Tabárez y Miguel Manzilla para los de Panamá. Entre los jugadores extranjeros que se puede resaltar fueron Javier Wanchope, Fernando Sanz, Fernando Hierro, Enzo Francescoli, Hugo De León, Kizito Musampa, Gonzalo de los Santos, Marcelo Romero, Darío Silva entre otros.[18][19]

### Otros partidos históricos

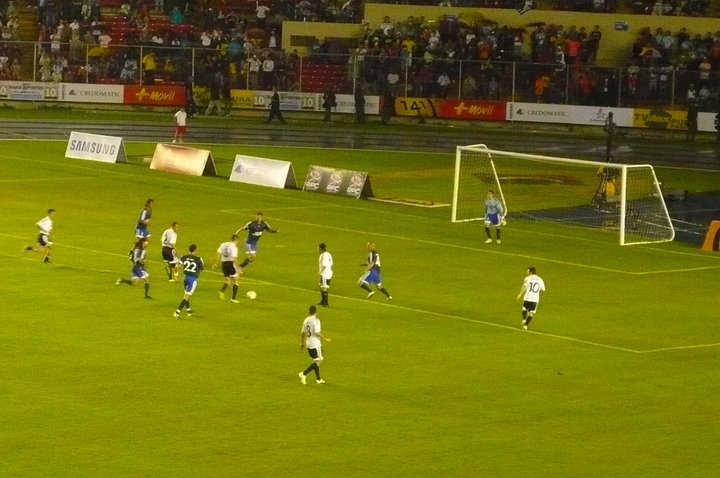
Evento denominado: Messi y sus amigos.

- 19 de marzo de 1971. En el entonces Estadio Revolución, unos 25 000 aficionados presenciaron el duelo entre el Santos de Brasil y el Atlético Marte de El Salvador. En el equipo brasileño se encontraba el Rey Pelé, mientras que por el lado del Atlético Marte "Cascarita" Tapia, llamado por algunos "El Pelé de Centroamérica", reforzó las líneas del club cuzcatleco.[20]

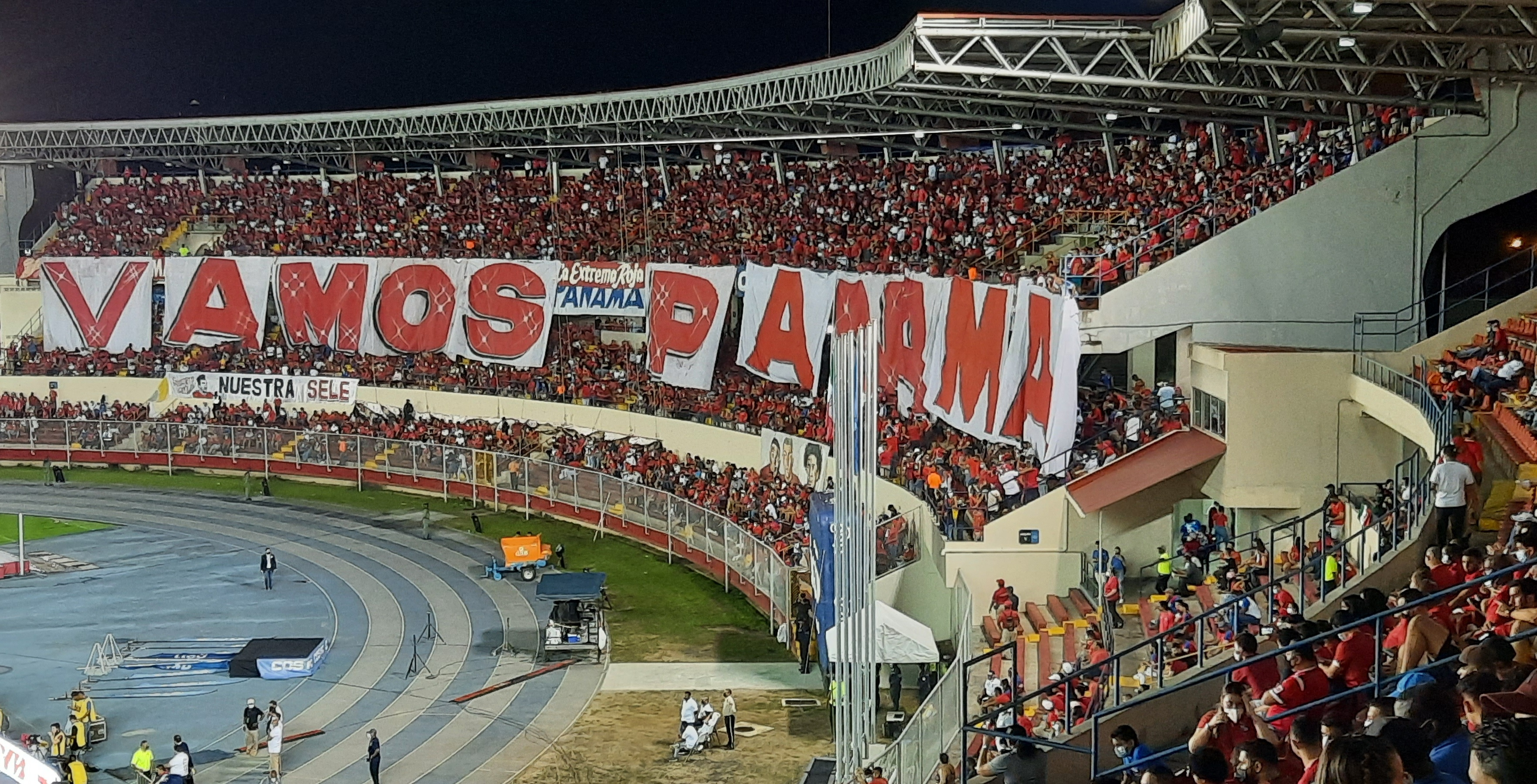
Partidos de la Selección.

- 4 de abril de 1976. El primer encuentro de Panamá en fase a la Copa Mundial de Fútbol, para la Copa Mundial de Fútbol de 1978 en Argentina.[21]

- mayo de 1994. Juego entre Colombia contra un combinado de estrellas de Centroamérica (UNCAF), en un partido en el que la selección colombiana utilizó de fogueo para la Copa Mundial de 1994; el partido se efectuó en este estadio ante unas 6000 personas (muchos no fueron al partido porque se había informado que "El Pibe" Valderrama no estaría pero al final si estuvo) el árbitro central fue Armando Berrio de Panamá. Los equipos presentaron las siguientes alineaciones, por la Uncaf: Estrada, Goodtrier, Delgado, Flórez, Castro, Mayen, Méndez, Mauricio Cienfuegos, Trejos, Montero, Miranda, Raúl Díaz Arce, Baldigot, Botello y Ávila. Por Colombia: Óscar Córdoba, Ortiz, Luis Fernando Herrera, Luis Carlos Perea, Alexis Mendoza, Pérez, John Harold Lozano, Mauricio Serna, Leonel Álvarez, Pedro Álvarez, Carlos "El Pibe" Valderrama, Antony de Ávila y Iván René Valenciano. El partido terminó 1-1 con goles de Valenciano por Colombia y el salvadoreño Cienfuegos por los centroamericanos.[22][23]

- 20 de mayo de 2006. Partido amistoso en el que la Selección de fútbol de Panamá venció 1-0 al River Plate de Argentina, con un gol de cabeza del delantero Luis Tejada.[24]

- 14 de julio de 2010. El jugador argentino del FC Barcelona, Lionel Messi[25] disputó en este estadio un partido benéfico junto a "sus amigos" de Suramérica contra un combinado de futbolistas del "resto del mundo". Entre "Los amigos de Messi" participaron jugadores de Brasil, Argentina y Colombia. mientras que en la escuadra de "El resto del mundo", se alinearon jugadores de Estados Unidos, Europa y Panamá.[26][27][28] Parte de los fondos fueron destinados a programas del Patronato de Nutrición de Panamá.[29][30]

- 14 de noviembre de 2012. El estadio es nuevamente sede de un gran evento futbolístico, la Selección de fútbol de Panamá se enfrenta a la Selección de fútbol de España, campeona de la Copa Mundial de Fútbol 2010 y la Eurocopa 2012, aquí el primero que disputa un equipo campeón del mundo o de Europa,[31] entre las grandes figuras españolas del momento llegan: Iker Casillas, Juanfran Torres, Raúl Albiol, Sergio Ramos, Jordi Alba, Sergio Busquets, Andrés Iniesta, Santi Cazorla, Juan Mata, Cesc Fàbregas y David Villa.[32]

- 14 de septiembre de 2014. Se jugó el partido conocido como el "partido de las Leyendas" en donde se enfrentaban ex-estrellas del Real Madrid y el FC Barcelona:[33]

Leyendas del Real Madrid: Pedro Contreras (E. Álvarez); Michel Salgado, Fabio Cannavaro, Francisco Pavón, Manolo Sanchis (Morán); Christian Karembeu (J. Amavisca), Savio, Iván Zamorano (E. Congo), Fernando Sanz, Tote (Velasco), Luís Figo. DT Eugenio Martínez
Leyendas del FC Barcelona: Roberto Bonano (J. Iglesias); Jon Andoni Goikoetxea, Robert Fernández (M. Lozano), Francesco Coco, Enrique Estebarranz; Luis Milla (M. Lozano), Sergi Barjuan, Patrick Kluivert (E. Martín), Gaitzka Mendieta, Edgar Davids (A. Tomás) y Rivaldo. DT Carles Rexach
- 10 de octubre de 2017. Panamá clasifica a la Copa Mundial de Fútbol de 2018, después de derrotar 2 a 1 a la Selección de fútbol de Costa Rica.[34] Fue una noche histórica para los panameños, pues fue la primera vez que clasificaban a la prestigiosa competición. Fue un partido muy controversial, pues el primer gol de Panamá no debió ser válido, ya que la pelota no entró al arco. Este suceso fue bautizado por la prensa como el "gol fantasma".[35] Finalmente, con un gol de Román Torres, se sentenció la clasificación al mundial, lo que causó la alegría de toda la nación.

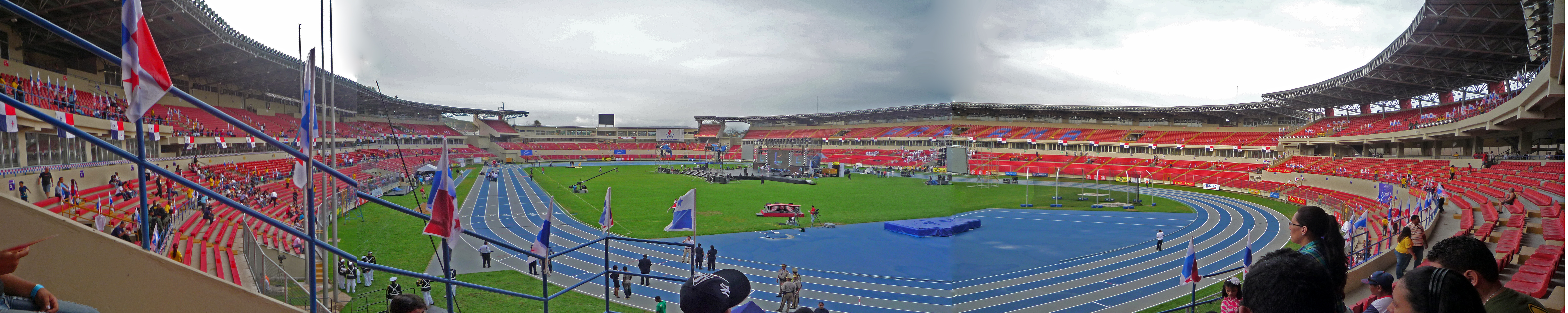
Estadio Rommel Fernández de día.

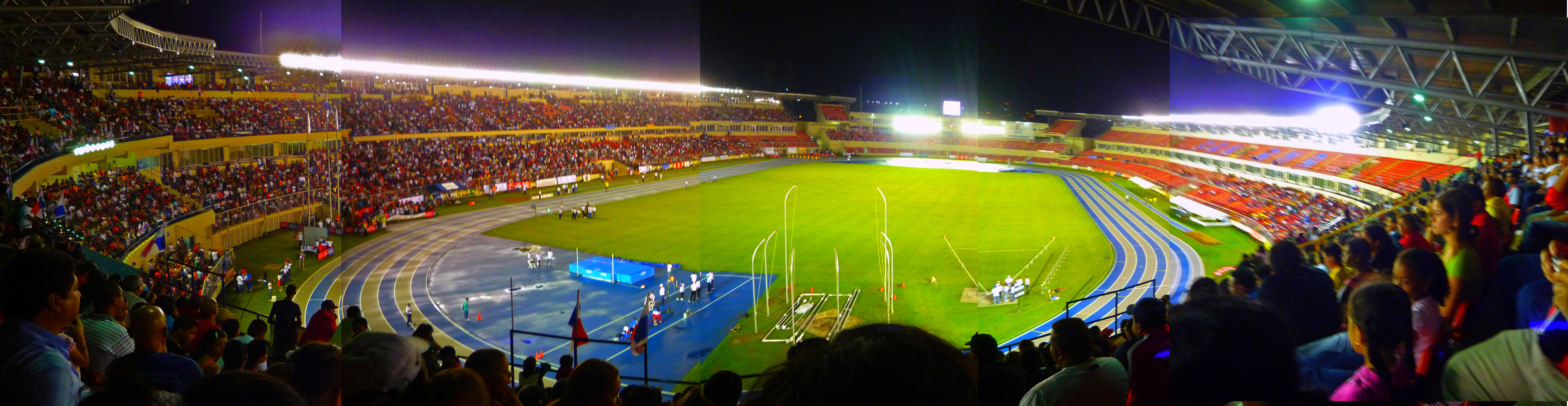
Estadio Rommel Fernández de noche.